# STS-114
STS-114 var Discoverys 31. rumfærge-mission.
Opsendt 26. juli 2005 og vendte tilbage den 9. august 2005.
Missionen blev kaldt "Return to flight" (genoptagelse af flyvning). Det var den første flyvning efter Columbia ulykken i 2003. Columbia var 2½ år før styrtet ned pga. hul i varmeskjoldet.
Der blev lavet grundige undersøgelser af, om varmeskjoldet var intakt. Kameraer monteret på rumfærgen, billeder fra satellit og besætningen selv tog billeder af varmeskjoldet, og det viste sig, at der var skader.
Discovery ankom til Den Internationale Rumstation den 26. juli 2005. Tre rumvandringer blev udført. Ved den første rumvandring blev der lavet reparation på rumfærgens varmeskjold. Ved de to resterende rumvandringer blev der udført reparationer på rumstationen.

## Besætning
- Eileen Collins (kaptajn)
- James Kelly, (pilot)
- Soichi Noguchi (1. missionsspecialist) JAXA
- Stephen Robinson (2. missionsspecialist)
- Andrew Thomas (3. missionsspecialist)
- Wendy Lawrence, (4. missionsspecialist)
- Charles Camarda (5. missionsspecialist)

- STS-114 opsendelse.
- Ekstern tank.
- Rumvandring.
- Reparation af rumfærgens varmeskjold.